# بيتا ويلسون
بيتا جيا ويلسون (بالإنجليزية: Peta Wilson)‏ (ولدت في 18 نوفمبر 1970) ممثلة وعارضة ومصممة لانحري أسترالية، عرفت بظهورها في دور نيكيتا في المسلسل التلفزيوني لا فيمي نيكيتا.

## روابط خارجية
- بيتا ويلسون على موقع IMDb (الإنجليزية)
- بيتا ويلسون على موقع ألو سيني (الفرنسية)
- بيتا ويلسون على موقع أول موفي (الإنجليزية)
- بيتا ويلسون على موقع قاعدة بيانات الأفلام السويدية (السويدية)
- بيتا ويلسون على موقع إن إن دي بي (الإنجليزية)
- بيتا ويلسون على موقع قاعدة بيانات الفيلم (الإنجليزية)
- بيتا ويلسون على موقع كينوبويسك (الروسية)